# 언더나인틴
《언더나인틴》은 MBC TV에서 방송되었던 예능 프로그램이며 2018년 11월 3일부터 2019년 2월 9일까지 방송되었다. 1위부터 9위까지 전부가 발표되었고, 이들은 원더나인이라는 9인조 보이 그룹으로 데뷔한다.

## 기획 의도
- 최고의 K-POP 크리에이터 남자 아이돌! 차세대 아이돌 그룹을 만드는 프로그램.

## 방송 시간
| 방송 채널 | 방송 기간                        | 방송 시간 | 방송 시간                    | 비고      |
| --------- | -------------------------------- | --------- | ---------------------------- | --------- |
| MBC       | 2018년 11월 3일 ~ 2019년 2월 9일 | 1부       | 매주 토요일 오후 6:20 ~ 7:10 | 분리 편성 |
| MBC       | 2018년 11월 3일 ~ 2019년 2월 9일 | 2부       | 매주 토요일 오후 7:10 ~ 7:50 | 분리 편성 |

## 최종 선발
| 순위 | 이름   | 예명 | 소속사                                 | 소속그룹                          |
| ---- | ------ | ---- | -------------------------------------- | --------------------------------- |
| 1위  | 전도염 |      | 블루닷, 前플레이엠, 前포켓돌스튜디오   | JUST B, 前플레이엠보이즈, 前1THE9 |
| 2위  | 정진성 |      | 前플레이엠, 前포켓돌스튜디오           | 前플레이엠보이즈, 前1THE9         |
| 3위  | 김태우 |      | Ateam, 前DPOP Studio, 前포켓돌스튜디오 | 前1THE9                           |
| 4위  | 신예찬 |      | 스파이어, 前티오피, 前포켓돌스튜디오   | OMEGA X, 前1THE9                  |
| 5위  | 정택현 |      | 매니지먼트에어, 前포켓돌스튜디오       | 前1THE9                           |
| 6위  | 유용하 |      | 위, 前포켓돌스튜디오                   | WEi, 前1THE9, 前OUI BOYZ          |
| 7위  | 박성원 | 원   | 레인컴퍼니, 前Ateam, 前포켓돌스튜디오  | Ciipher, 前1THE9                  |
| 8위  | 이승환 |      | 前플레이엠, 前포켓돌스튜디오           | 前플레이엠보이즈, 前1THE9         |
| 9위  | 김준서 |      | 위, 前포켓돌스튜디오                   | WEi, 前1THE9,前OUI BOYZ           |

## 출연자

### MC
- 김소현

### 랩 팀
이상민
유용하
이예찬
정택현
박성원
방준혁
김예준
최수민
장루이
김성호
최용훈
구한서
박진오
남도현
이민우
장민수
김준재
이준환
정현준

### 보컬 팀
김정우
정진성
김태우
신예찬
윤태경
강준혁
배현준
김영석
임윤서
김영원
지진석
임형빈
전찬빈
윤도연
제이창
이재억
김빈
김건

### 퍼포먼스 팀
전도염
이승환
송병희
김시현
박시영
코스케
김강민
김준서
손진하
송재원
신찬빈
오다한
우무티
이종원
정원범
크리스티안
수런
에디
민

### 랩 트레이너
- 다이나믹 듀오

### 보컬 트레이너
- 크러쉬
- 솔지 (EXID)

### 퍼포먼스 트레이너
- 은혁 (슈퍼주니어)
- 황상훈

## 시청률

### 2018년
| 회차 | 방송일    | AGB 시청률     |
| 회차 | 방송일    | 대한민국(전국) |
| ---- | --------- | -------------- |
| 1    | 11월 3일  | 1.8%           |
| 1    | 11월 3일  | 2.2%           |
| 2    | 11월 10일 | 1.1%           |
| 2    | 11월 10일 | 1.7%           |
| 3    | 11월 17일 | 1.9%           |
| 3    | 11월 17일 | 1.7%           |
| 4    | 11월 24일 | 1.2%           |
| 4    | 11월 24일 | 1.5%           |
| 5    | 12월 1일  | 1.1%           |
| 5    | 12월 1일  | 1.2%           |
| 6    | 12월 8일  | 1.4%           |
| 6    | 12월 8일  | 1.3%           |
| 7    | 12월 15일 | 1.2%           |
| 7    | 12월 15일 | 1.2%           |
| 8    | 12월 22일 | 1.4%           |
| 8    | 12월 22일 | 1.5%           |
| 9    | 12월 29일 | 1.6%           |
| 9    | 12월 29일 | 1.2%           |

### 2019년
| 회차 | 방송일   | AGB 시청률     |
| 회차 | 방송일   | 대한민국(전국) |
| ---- | -------- | -------------- |
| 10   | 1월 5일  | 1.6%           |
| 10   | 1월 5일  | 1.2%           |
| 11   | 1월 12일 | 1.1%           |
| 11   | 1월 12일 | 1.1%           |
| 12   | 1월 19일 | 0.7%           |
| 12   | 1월 19일 | 0.9%           |
| 13   | 1월 26일 | 1.0%           |
| 13   | 1월 26일 | 0.9%           |
| 14   | 2월 9일  | 0.9%           |
| 14   | 2월 9일  | 1.1%           |

## 특별 편성 및 결방 사유
- 11월 3일 : 첫 방송 관계로 저녁 6시부터 특별편성 하여 방송
- 2월 2일 : MBC 월화미니시리즈 아이템 0화 편성으로 결방
- 2월 9일 : 최종회 생방송 관계로 저녁 6시부터 특별편성 하여 방송

## 동일 소재 프로그램

### 서바이벌 오디션
- 슈퍼스타K 시리즈 (Mnet)
- 스타 오디션 위대한 탄생 시리즈 (MBC 예능본부 제작)
- K팝스타 시리즈 (SBS 예능본부 제작)
- Show Me The Money 시리즈 (Mnet)
- 슈퍼스타 서바이벌 (2006, SBS 예능본부 제작)
- PRODUCE 101 (2016, Mnet)
- PRODUCE 101 시즌 2 (2017, Mnet)
- PRODUCE 48 (2018, Mnet)
- PRODUCE X 101 (2019, Mnet)
- 소년24 (2016, Mnet)
- 아이돌학교 (2017, Mnet)
- 아이돌 리부팅 프로젝트 더 유닛 (2017, KBS 예능본부 제작)
- 믹스나인 (2017, JTBC)
- 슈퍼밴드 (2019, JTBC)
- 보이스퀸 (2019, MBN)
- 내일은 미스트롯 (2019, TV조선 예능본부 제작)
- 내일은 미스트롯 2 (2020, TV조선 예능본부 제작)
- 내일은 미스터트롯 (2020, TV조선 예능본부 제작)
- 트롯신이 떴다 (2020, SBS 예능본부 제작)
- 트로트퀸 (2020, MBN)
- I-LAND (2020, Mnet)
- 트로트의 민족 (2020, MBC 예능본부 제작)
- 트롯 전국체전 (2020, KBS 예능본부 제작)
- 보이스킹 (2021, MBN)

### 트로트 소재 예능
- 트로트 엑스 (2014, Mnet)
- 놀면 뭐하니? - 뽕포유 (2019, MBC 예능본부)
- 나는 트로트 가수다 (2020, MBC 에브리원)
- 트롯신이 떴다 (2020, SBS 예능본부 제작)
- 보이스트롯 (2020, MBN)